# Amylasen
Amylasen (von altgriechisch ἄμυλον ámylon „Stärke“) sind Enzyme, die bei den meisten Lebewesen vorkommen und dort Polysaccharide abbauen. Heutzutage wird α-Amylase auch gentechnisch hergestellt. Ihre Wirkung besteht darin, dass sie Polysaccharide (z. B. Stärke) an den Glykosidbindungen spalten und zu Maltose, Maltotriose und Dextrinen abbauen kann.
Amylase ist als Hydrolase (ein Enzym, das hydrolytisch spaltet) oder auch als Glykosidase eingestuft (ein Enzym, das Polysaccharide spaltet).

## Geschichte
Die Entdeckung von Stärkehydrolyse erfolgte 1811 durch den deutschen Apotheker Constantin Kirchhoff in St. Petersburg. Wegen der Kontinentalsperre, die durch Napoleon gegen britische Kolonialwaren auferlegt wurde, war europaweit Zuckerrohr knapp geworden. Es wurde fieberhaft nach chemischen Methoden gesucht, um direkt aus Stärke Zucker zu gewinnen. In der Absicht, einen Ersatz für Gummi arabicum herzustellen, gelang es Kirchhoff, durch das Kochen von Stärke mit verdünnter Schwefelsäure ungewollt größere Mengen eines Zuckers herzustellen. Es war die erste Entdeckung und unmittelbare Verwendung eines chemischen Prozesses der Stärkespaltung ohne die Mitwirkung von Mikroorganismen. In jener Zeit war unbekannt, dass deren Wirkung auf Inhaltsstoffen beruht, die man heute Enzyme nennt. Erhard Friedrich Leuchs entdeckte 1831, dass der menschliche Mundspeichel Stärke scheinbar verzuckere.
Die beiden französischen Chemiker Anselme Payen und Jean-Francois Persoz verfeinerten in einer Zuckerfabrik nahe Paris 1833 den Prozess der Zuckergewinnung aus Stärke. Sie waren überzeugt, dass es sich um einen „einfach-chemischen“ Prozess handelt und dass man den Zucker lediglich von der Stärke trenne; folglich nannten sie diesen Prozess Diastase (griechisch für trennen). 1835 wurde die Diastase vom schwedischen Chemiker Jöns Jakob Berzelius als chemischer Prozess mit der Einwirkung von katalytischen Kräften vermutet. Anfang des 20. Jahrhunderts wurde die nun veraltete Bezeichnung „Diastase“ nicht mehr verwendet, um den chemischen Prozess nach Payen zu bezeichnen, sondern schon synonym mit der heute geläufigen Bezeichnung „Amylase“, um vielmehr Enzyme zu benennen, die die Hydrolyse von Stärke zu Glukose-Oligomeren (Maltose, Maltotriose, Dextrine) katalysieren.
In den anschließenden Jahren folgte die Identifizierung und die Benennung von Enzymen durch Eduard Buchner, Robert Koch sowie Wilhelm Kühne, und die chemische Charakterisierung durch John Howard Northrop. Letzterer bewies, dass Enzyme ganz aus „purem“ Protein bestehen können.
Als α-Amylasen wurden 1925 die Enzyme von Richard Kuhn benannt, deren Produkte in der α-Konfiguration bestehen. 1930 entdeckte Ohlsson eine andere Amylase, die als Produkt β-Mannose ergab. Kamaryt lokalisierte 1971 den Locus für die Gene der menschlichen Amylase-Enzyme auf dem 1. Chromosom. Die Kristallstruktur von α-Amylase wurde vom Schimmelpilz Aspergillus oryzae isoliert und von Matsuura 1979 aufgeklärt. Die Aminosäuresequenz von α-Amylase wurde von Kluh et al. 1981 und Pasero et al. 1986 dargelegt, die komplette chromosomale DNA-Sequenz wurde anschließend 1999 von Darnis et al. aufgeklärt.

## Wirkungsspezifität
- α-Amylase (EC 3.2.1.1) spaltet innere α(1-4)-Glykosidbindungen der Amylose, nicht jedoch terminale oder α(1-6)-Glykosidbindungen. Dadurch entstehen Maltose, Maltotriose und verzweigte Oligosaccharide. Beim Menschen gibt es fünf Isoformen der α-Amylase, deren Gene mit AMY1A, AMY1B, AMY1C (alle drei heißen Speichel-Amylase) und AMY2A sowie AMY2B (beides Pankreas-Amylase) benannt sind.[10]
- β-Amylase (EC 3.2.1.2) spaltet vom Kettenende her jeweils ein Maltosemolekül nach dem anderen ab. Sie kann daher umso besser wirken, je mehr Kettenenden durch die α-Amylase bereits entstanden sind. Diese Amylase kommt in Bakterien und Pflanzen vor.[11]
- γ-Amylase (EC 3.2.1.3) spaltet vom Kettenende her jeweils eine β-D-Glucose nach der anderen ab. Ihr Vorkommen ist beschränkt auf Pilze. Die menschliche Maltase-Glucoamylase im Darm katalysiert eine ähnliche Reaktion, gehört aber nicht zu den Amylasen.[12][13][14][15][16][17][18]
- Isoamylasen (EC 3.2.1.68) kommen nur in Pflanzen und Bakterien vor und spalten die 1,6-Glykosidischen Verzweigungen von Glycogen und Amylopektin, ähnlich dem Glykogen-Debranching-Enzym.[19][20]

## Wirkung im Pflanzenreich
Amylasen werden während des Reifungsprozesses in Getreidekörnern und Früchten gebildet. Sie wandeln dort die Stärke zu Zucker um – wodurch Getreidekörner keimen können und Früchte süßer werden. Sie sind nötig, um das wasserunlösliche „Speicher-Kohlenhydrat“ Stärke wieder in wasserlösliche Einfach- und Zweifachzucker (Mono- und Disaccharide) zu verwandeln. Erst in dieser Form kann sie der Keimling aufnehmen und neue Zellen aufbauen.

## Wirkung der α-Amylasen im menschlichen Körper
Die α-Amylasen werden in der Bauchspeicheldrüse (Pankreas-Amylase) und in den Speicheldrüsen der Mundhöhle (Speichel-Amylase) gebildet. Im Rahmen der Krebsdiagnostik spielt selten auch der Nachweis von Amylase aus den Eierstöcken und der Lunge eine Rolle. Der größte Teil des Enzyms wird in den Verdauungstrakt ausgeschüttet. Mit der Nahrung aufgenommene Kohlenhydrate werden dadurch für den Körper verwertbar. Nur ein Bruchteil der Amylasen gelangt ins Blut.

## pH-Wert- und Temperaturoptimum
Amylasen arbeiten wie alle Enzyme nur in einem bestimmten pH-Wert-Bereich (pH 3,5 bis pH 9). Das Optimum der Aktivität hängt von der Herkunft der Amylasen ab: Amylasen, die aus Pilzkulturen gewonnen wurden, haben ihr Optimum bei pH 5,7, tierische und aus Bakterienkulturen gewonnene Amylasen weisen die höchste Aktivität eher im neutralen bis alkalischen Bereich auf. Im (stark) sauren Milieu denaturieren sie und funktionieren bei starker Ausschüttung von Magensäure (zur Eiweiß-Denaturierung) im Magen nicht. Ebenso können Fruchtsäuren die Enzyme hemmen. Das Temperaturoptimum der Amylasen liegt bei etwa 45 °C.

## Krankheitssymptome
Eine erhöhte Amylase-Aktivität im menschlichen Blut kann gemessen werden bei
- Mumps (Parotitis, ugs.: Ziegenpeter), einer viralen Entzündung der Speicheldrüsen
- akuter Pankreatitis, wegen der Beschädigung der Amylase-produzierenden Zellen
- chronischer Pankreatitis
- Abflussstörungen der Gallenwege (Cholestase)
- Nierenversagen, wegen der verringerten Ausscheidung

Die Messung des Amylase-Werts ist einfach durchzuführen. Es war der Haupttest für Pankreatitis, wurde aber durch die Messung der Lipase-Aktivität teilweise verdrängt. Deren Werte bleiben aber ein wichtiger Parameter zur Abklärung von Oberbauchbeschwerden. Im Labor wird entweder der Wert der Pankreas-Amylase oder die Gesamtamylase gemessen. Jedoch kann bei ausschließlicher Pankreas-Amylase-Messung ein erhöhter Wert durch Speicheldrüsenerkrankungen nicht nachgewiesen werden.

## Normalwerte beim Menschen
Je nach verwendeter Methode finden sich erhebliche Unterschiede.
- Serum
  - Alpha-Amylase, gesamt 28–100 U/l
  - Alpha-Amylase, Pankreas 13–53 U/l
  - Alpha-Amylase, Speicheldrüse < 47 U/l
  - Neugeborene Alpha-Amylase, gesamt < 80 U/l
- Urin (Messung 37 °C)
  - Spontanurin < 460 U/l
  - Sammelurin < 270 U/l

## Einsatz in der Lebensmitteltechnologie

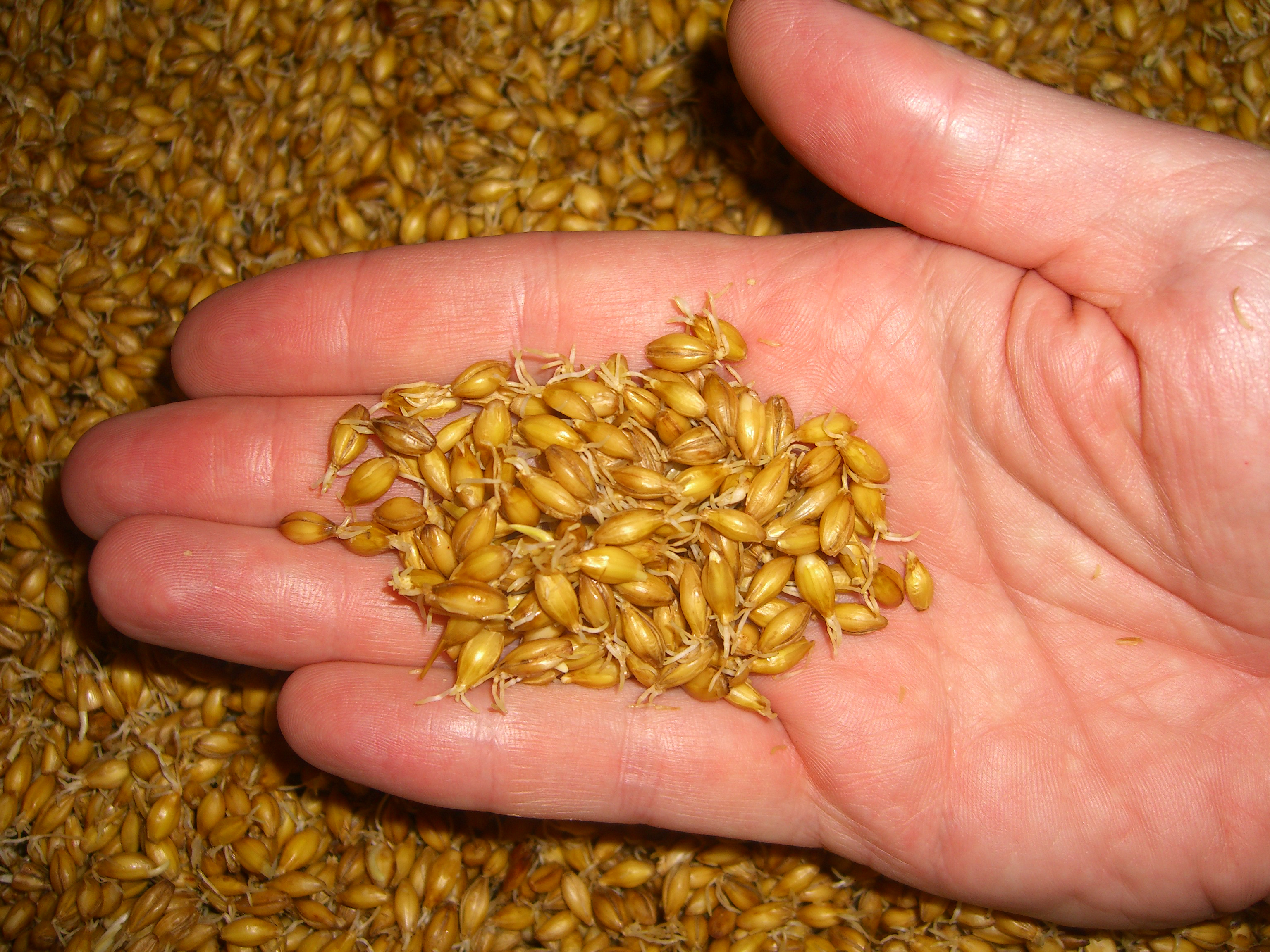

Beim Bierbrauen wirken die natürlicherweise im Getreide vorkommenden Enzyme. Die Keimung wird durch Einweichen angeregt und durch Darren abgebrochen (Mälzen). Beim Maischen werden die Amylasen in den Temperatur- und pH-Wert-Optima genutzt, um die Stärke des Getreides in vergärbare Einfach- und Zweifachzucker zu überführen, aus denen die obergärigen oder untergärigen Hefen Alkohol und CO2 vergären.
Biotechnologisch hergestellte Amylasen (aus Bakterien oder Schimmelpilzkulturen, vor allem Aspergillus oryzae) können in der Bäckerei als Mehlbehandlungsmittel eingesetzt werden, wenn das Mehl zu wenig Gasbildungsvermögen aufweist. Durch die Amylasen entstehen Zucker, die bei der Gärung in Ethanol und Kohlenstoffdioxid umgewandelt werden und den Teig somit besser aufgehen lassen. Außerdem erhalten die Gebäcke nach der Behandlung eine bessere Bräunung. Andererseits muss bei Roggen der Amylasetätigkeit durch Säuerung des Teigs entgegengewirkt werden, um die Backfähigkeit dieses Getreideproduktes zu gewährleisten (siehe Sauerteig).

## Verwendung in Medikamenten
Medikamente, die hauptsächlich auf α-Amylasen basieren, werden als Filmtabletten unter anderem zur Behandlung von leichten nicht durch Fieber begleiteten Halsschmerzen verwendet.

## Verwendung in Geschirrspül- und Waschmitteln
In Maschinengeschirrspülmitteln (Pulver und Tabs) und Waschmitteln ist Amylase oft zum Lösen von stärkehaltigen Speiseresten enthalten.

## Klassifikation
Amylasen bilden nach Henrissat die Familien 13, 14 und 15 in der Klassifikation der Glykosidasen.

## Risikobewertung
α-Amylase wurde 2014 von der EU gemäß der Verordnung (EG) Nr. 1907/2006 (REACH) im Rahmen der Stoffbewertung in den fortlaufenden Aktionsplan der Gemeinschaft (CoRAP) aufgenommen. Hierbei werden die Auswirkungen des Stoffs auf die menschliche Gesundheit bzw. die Umwelt neu bewertet und ggf. Folgemaßnahmen eingeleitet. Ursächlich für die Aufnahme von α-Amylase waren die Besorgnisse bezüglich Verbraucherverwendung und Exposition von Arbeitnehmern sowie der vermuteten Gefahren durch sensibilisierende Eigenschaften. Die Neubewertung fand ab 2015 statt und wurde vom Vereinigten Königreich durchgeführt. Anschließend wurde ein Abschlussbericht veröffentlicht.